# Pittore dell'Acropoli 606
Pittore dell'Acropoli 606 (fl. 570 a.C. / 560 a.C.) è il nome convenzionale attribuito ad un ceramografo attico attivo in Atene durante il periodo della ceramica a figure nere.

## Attività
Di questo ceramografo, come di molti altri della Grecia arcaica, non si conoscono opere firmate e le attribuzioni vengono effettuate solo su base stilistica; il vaso eponimo è un dinos dedicato sull'Acropoli di Atene e conservato al Museo archeologico nazionale di Atene, proveniente dalla collezione dell'Acropoli, con il numero di inventario 606. Contemporaneo di Kleitias rivela uno stile monumentale più vicino al Pittore della Gorgone, di cui probabilmente è stato allievo. Gli sono stati attribuiti grandi vasi come dinoi, crateri e anfore. Dipinge prevalentemente scene complesse con molte figure sovrapposte o scene a pannello con grandi figure singole. 
La grande composizione che occupa la parte superiore del corpo del suo dinos eponimo è caratterizzata da una severità che proviene in parte dalla forma solida delle figure e in parte dalle loro azioni. Con tutto il bianco e il porpora aggiunti, questo dinos rimane un vaso piuttosto scuro, come l'anfora conservata a Berlino, un altro capolavoro. Lo stile del Pittore dell'Acropoli 606, con la sua deliberata severità e mancanza di enfasi conduce (in opposizione all'influenza miniaturistica di Kleitias) alla grandezza di Exekias.

## Opere attribuite

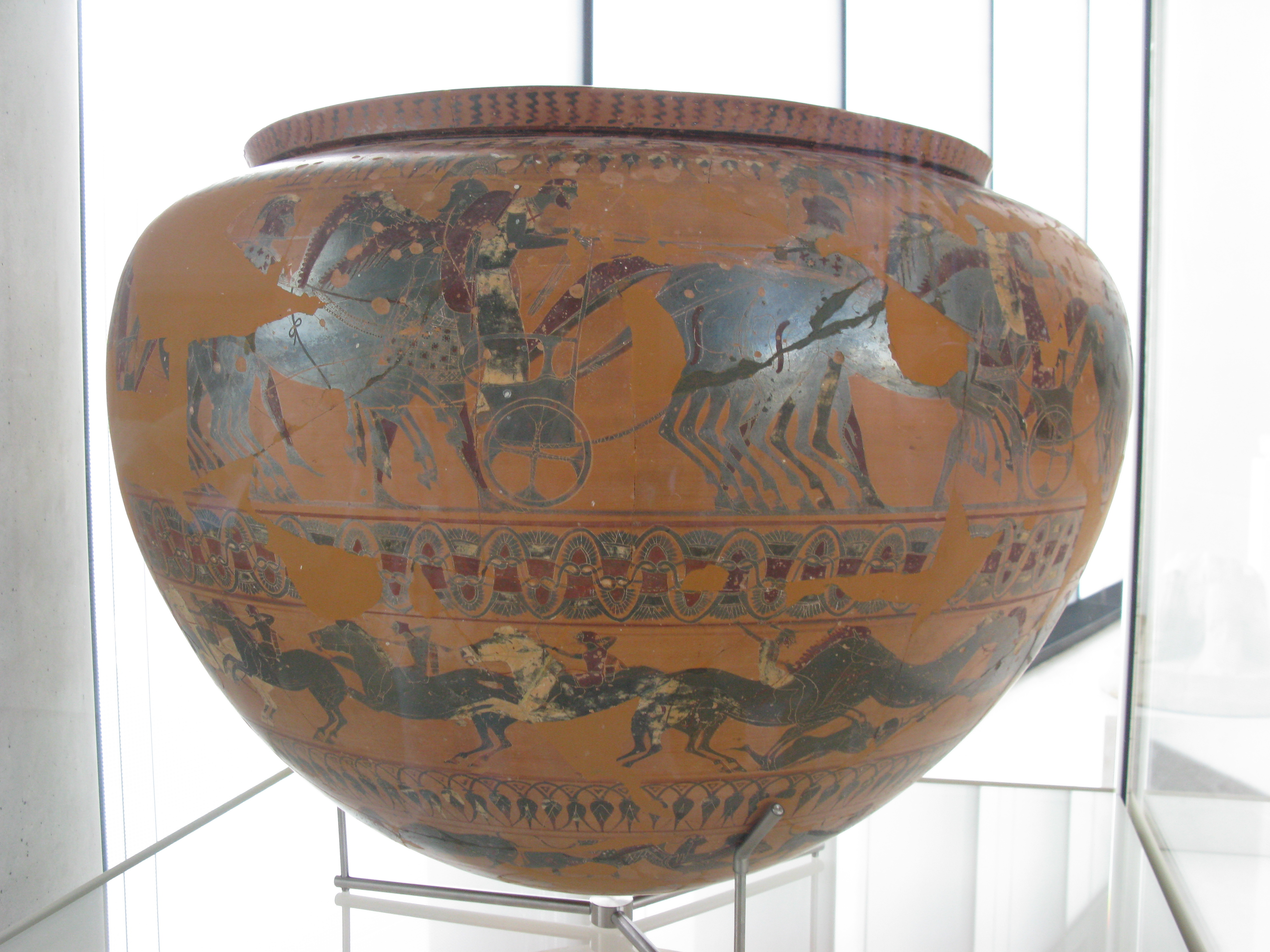
Pittore dell'Acropoli 606, Dinos a figure nere

Il Dinos dell'Acropoli 606 si distingue per l'imponenza e la movimentata veemenza delle scene di battaglia; è notevole inoltre il tentativo, non ripetuto in seguito, di modificare le regole vigenti nei fregi con animali, i quali si limitavano al gruppo in lotta e alla disposizione paratattica delle figure, inserendo figure di animali liberamente sovrapposte. 
Le anfore di Berlino e di Tubinga testimoniano dell'attività di questo ceramografo applicata ad una produzione ancora più austera e ugualmente diffusa nel VI secolo a.C., un tipo di anfora dipinta di nero con le uniche figure situate in pannelli riservati sui due lati del vaso. Spesso vi si trovano, come unici elementi decorativi secondari, bordi floreali nella parte superiore dei pannelli e la decorazione a raggi presso il piede del vaso. Le figure nei pannelli sono solitamente teste di cavallo o cavalieri. Come altre anfore di questo tipo la sobria anfora di Berlino, più grande di quella conservata a Tubinga, può essere stata commissionata come segnacolo funerario.
Al Pittore dell'Acropoli 606 è stato attribuito anche un frammento con figura di guerriero trovato a Theodosia, in Crimea, che sembra essere il più antico ritrovamento di un fiorente commercio stabilitosi, a partire dal VI secolo a.C., nella Russia meridionale.
Altre opere attribuite al Pittore dell'Acropoli 606 sono i frammenti di cratere ad Atene (Acr. 633 e Acr. 625) e l'anfora conservata a Ginevra presso il Musée d'art et d'histoire (MF153).